# Ferrovia Toyohashi
La Ferrovia Toyohashi (豊橋鉄道?, Toyohashi Tetsudō), chiamata anche Toyotetsu (豊鉄?), è una compagnia ferroviaria del terzo settore in Giappone, e una sussidiaria del Meitetsu Group. La compagnia con sede a Toyohashi, nella prefettura di Aichi gestisce servizi di trasporto pubblico tra cui una linea di tram, una linea di treni e numerose linee di autobus. Sulle linee ferroviarie della compagnia, è utilizzabile la carta contactless Manaca.

## Storia

Logo della Toyohashi Denki Kidō

La Ferrovia Toyohashi fu costituita il 17 marzo 1924 come Toyohashi Electric Tramway (豊橋電気軌道?, Toyohashi Denki Kidō), la prima sezione del tram Toyohashi entrò in funzione il 14 luglio 1925. Con l'acquisizione della compagnia di autobus Toyohashi Junkan Jidōsha (豊橋循環自動車?) nel 1935, iniziò l'espansione nel trasporto su autobus. Nel settembre 1939, la compagnia ferroviaria Nagoya (l'attuale Meitetsu acquisì sia la Toyohashi Denki Kidō che la Atsumi Dentetsu (渥美電鉄?), che gestivano la linea Atsumi. Il 1º settembre 1949 ebbe luogo la fusione con la compagnia di autobus Toyohashi Noriai Jidōsha (豊橋乗合自動車?), che portò al cambiamento del nome della compagnia in Toyohashi Kōtsū (豊橋交通?).
Nell'ambito di una ristrutturazione all'interno del Gruppo Meitetsu, il 22 luglio 1954, tutte le società di trasporto appartenenti al gruppo nella regione di Toyohashi furono riunite per formare la Ferrovia Toyohashi. Questa subentrò alla linea Taguchi il 1º ottobre 1956. A partire dagli anni '50 l'azienda si espanse in altre divisioni. Nel 1968 la linea Taguchi dovette essere chiusa dopo che fu gravemente danneggiata da una tempesta. Il settore degli autobus urbani e regionali, nel frattempo cresciuto notevolmente, è stato esternalizzato dal 1º ottobre 2007 per motivi organizzativi e fiscali. Nel 2011 è stata introdotta la smart card contactless Manaca, che dal 2013 è compatibile con le carte contactless di altre compagnie di trasporto (ad esempio Suica di JR East).

## Linee ferroviarie

Mappa del percorso delle due linee

### Linea ferroviaria
- Linea Atsumi - ferrovia suburbana da Shin-Toyohashi a Mikawa-Tahara (18,0 km)

### Tram
- Linea principale Azumada - chiamato anche Tram Toyohashi da Ekimae a Akaiwaguchi (5,4 km)

## Altre aree di business

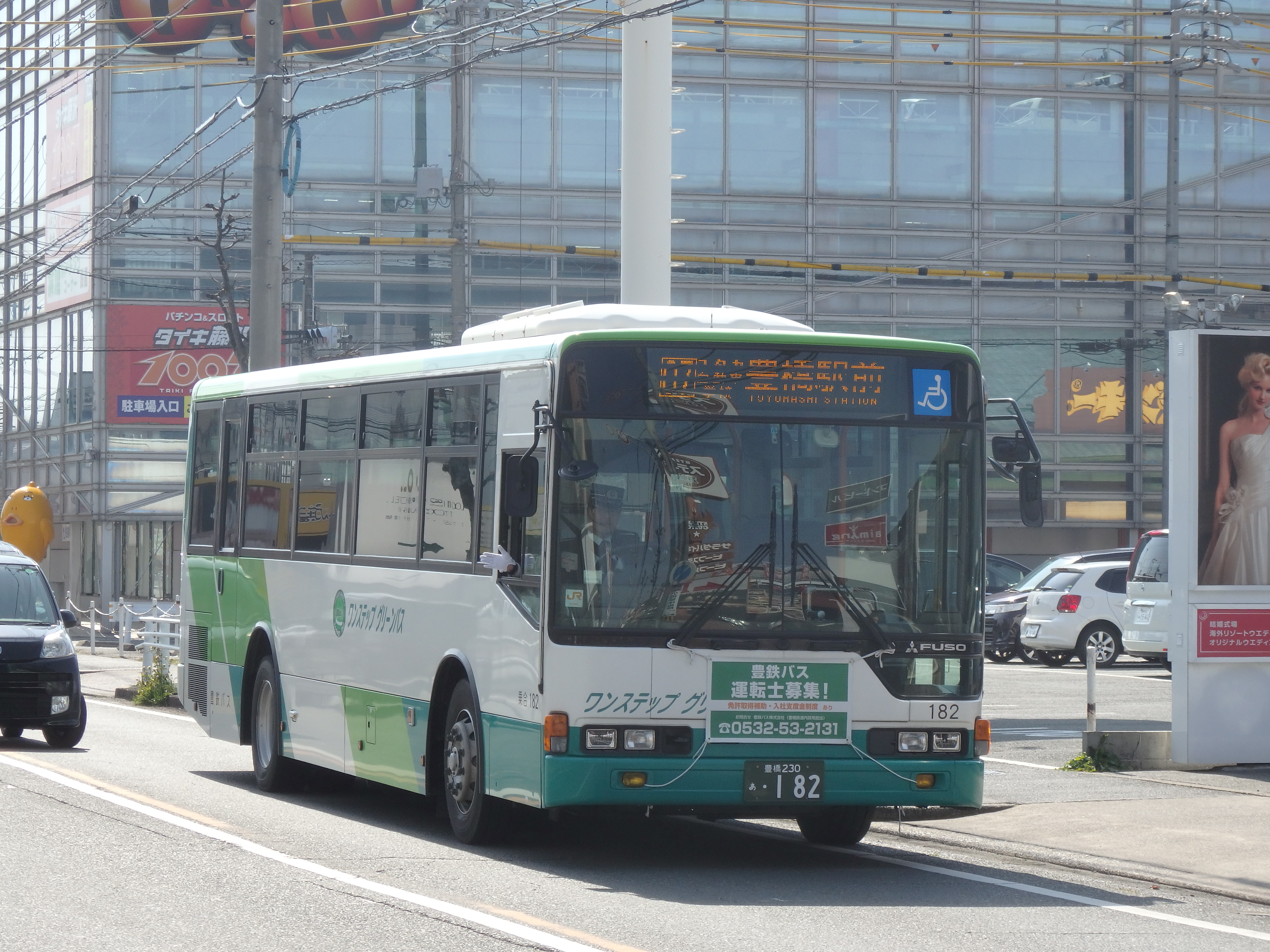
Autobus Mitsubishi della compagnia Toyotetsu Bus

La Ferrovia Toyohashi ha ulteriori divisioni aziendali, suddivise nelle seguenti filiali:
- Toyotetsu Bus (豊鉄バス?): servizio di autobus urbani e regionali
- Toyotetsu Kankō Bus (豊鉄観光バス?): trasporto in pullman
- Toyotetsu Kankō Service (豊鉄観光サービス?): agenzie di viaggio
- Toyotetsu Kensetsu (豊鉄建設?): Progettazione, costruzione e manutenzione di edifici residenziali e commerciali
- Toyotetsu Midei (豊鉄ミデイ?): minibus
- Toyotetsu Taxi (豊鉄タクシー?): compagnia di taxi
- Toyotetsu Auto Service (トヨテツオートサービス?): ispezioni generali e riparazioni di veicoli, veicoli su misura
- Toyotetsu Terminal Hotel (豊鉄ターミナルホテル?): business hotel vicino alla stazione Shin-Toyohashi
- Toyotetsu Kankyō Assist (豊鉄環境アシスト?): servizi di giardinaggio e pulizia

## Materiale rotabile

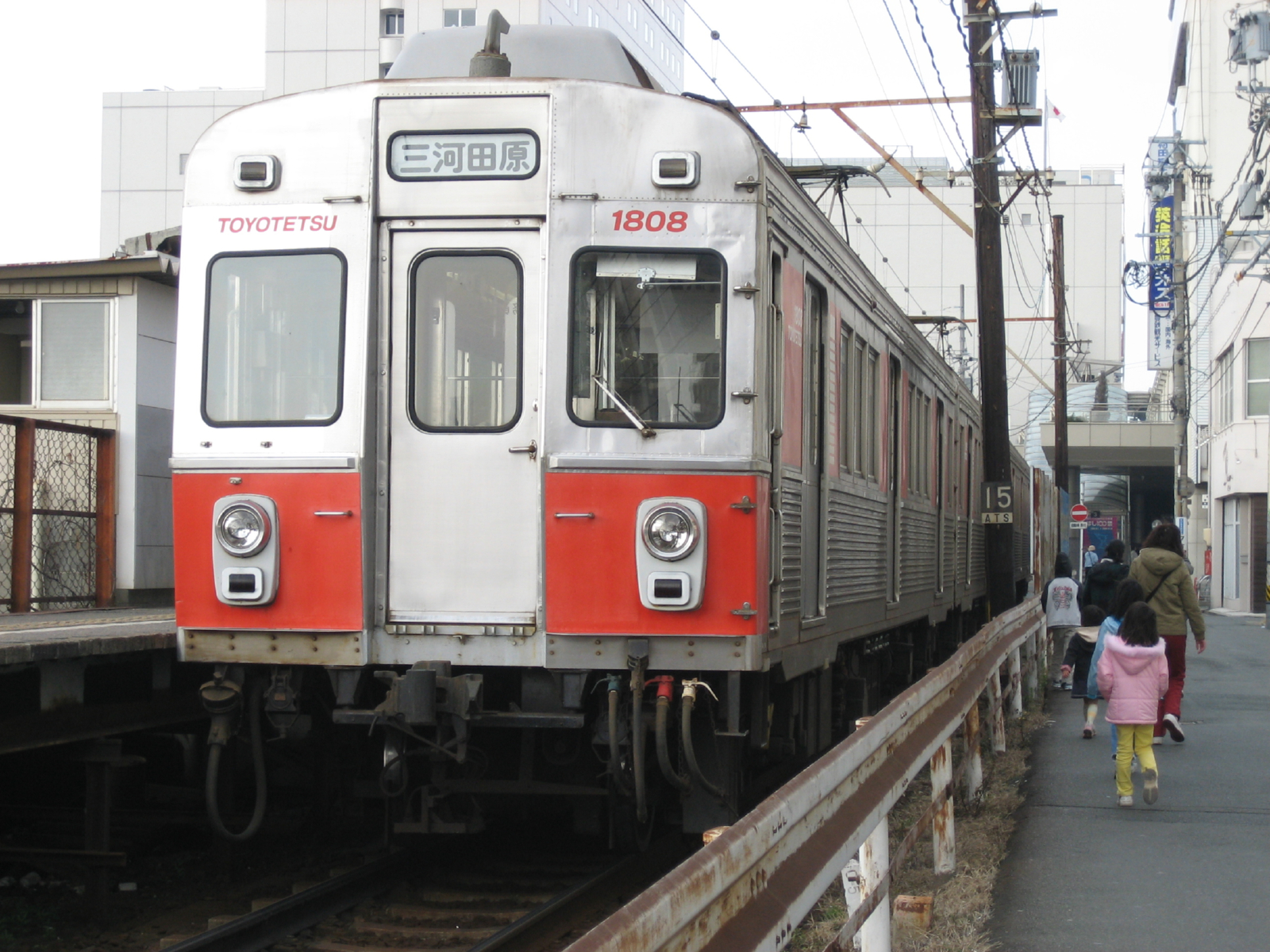
Treno serie 1800 della Linea Atsumi
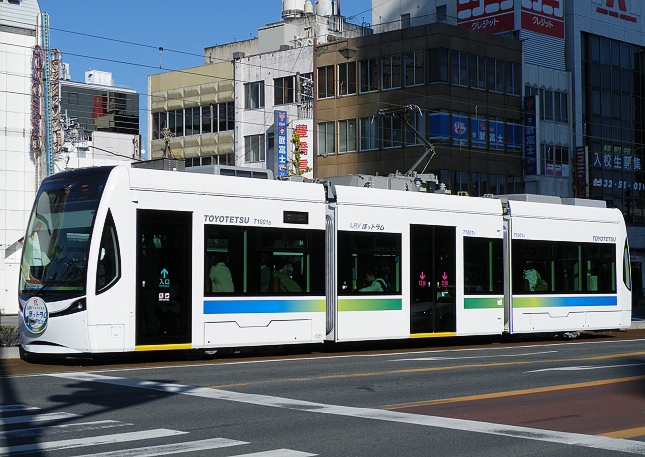
Tram serie T1000 ("Hot Tram") della Linea principale Azumada
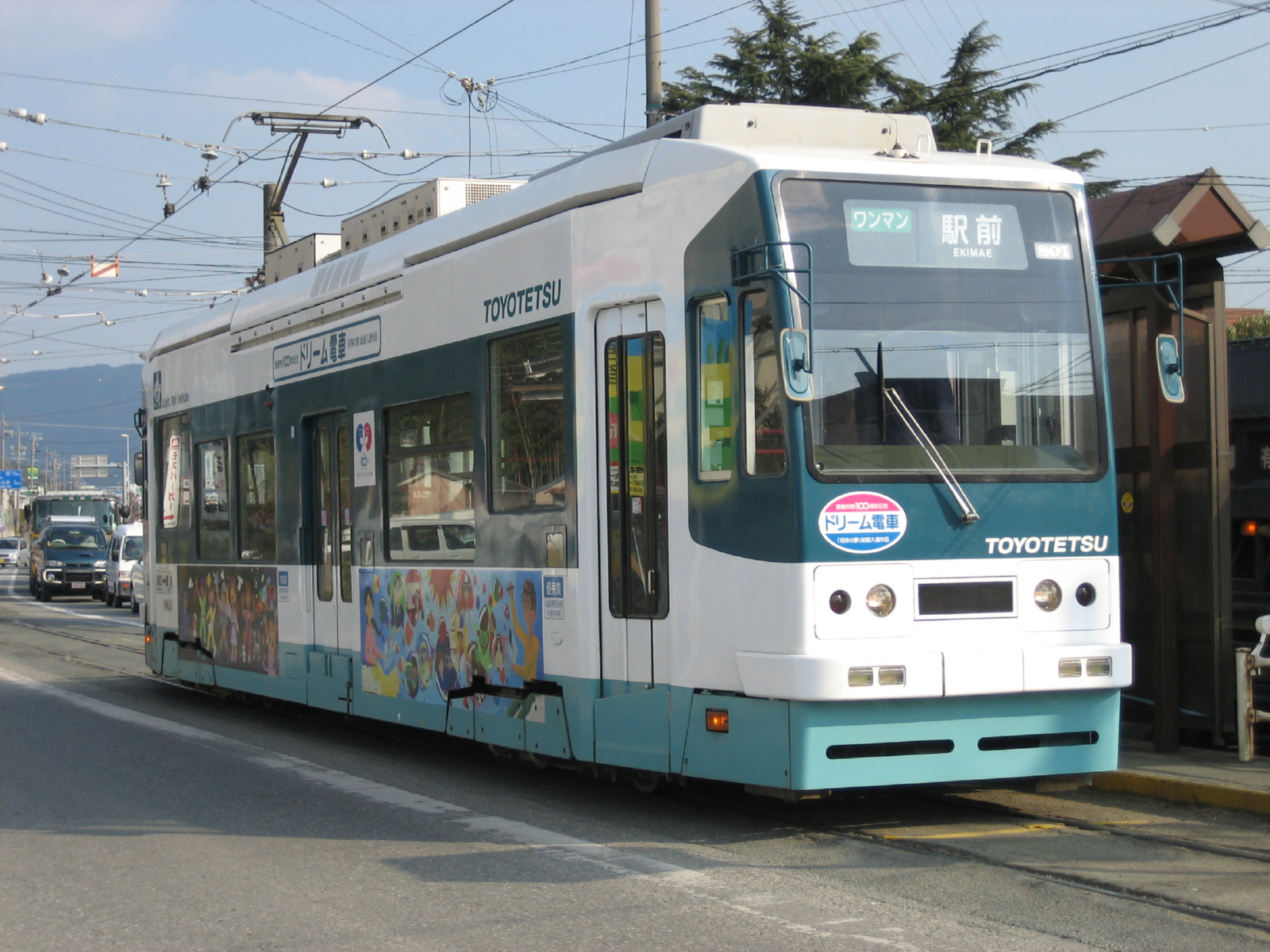
Tram serie 800 della Linea principale Azumada
- Tipo 3100 Treno dei fiori della Linea principale Azumada